# Neuvy-Grandchamp
Pour les articles homonymes, voir Neuvy.
Neuvy-Grandchamp est une commune française située dans le département de Saône-et-Loire, en région Bourgogne-Franche-Comté.

## Géographie
Neuvy-Grandchamp est située à 328 km de Paris et à 159 km de Lyon. Avec ses 4 964 hectares, la commune de Neuvy-Grandchamp est la plus grande commune du canton de Gueugnon. Toutefois, en 1869, la commune a été amputée de 298 hectares afin de contribuer à la formation de la nouvelle commune des Guerreaux.
Le territoire vallonné de la commune culmine à 400 mètres et s'étire sur 10 km du nord au sud et sur 8 km d'est en ouest.

### Climat
Pour des articles plus généraux, voir Climat de la Bourgogne-Franche-Comté et Climat de Saône-et-Loire.
En 2010, le climat de la commune est de type climat océanique dégradé des plaines du Centre et du Nord, selon une étude du Centre national de la recherche scientifique s'appuyant sur une série de données couvrant la période 1971-2000. En 2020, Météo-France publie une typologie des climats de la France métropolitaine dans laquelle la commune est exposée à un climat océanique altéré et est dans la région climatique Centre et contreforts nord du Massif Central, caractérisée par un air sec en été et un bon ensoleillement.
Pour la période 1971-2000, la température annuelle moyenne est de 10,6 °C, avec une amplitude thermique annuelle de 16,6 °C. Le cumul annuel moyen de précipitations est de 853 mm, avec 11,8 jours de précipitations en janvier et 7,5 jours en juillet. Pour la période 1991-2020, la température moyenne annuelle observée sur la station météorologique de Météo-France la plus proche, « Cressy », sur la commune de Cressy-sur-Somme à 13 km à vol d'oiseau, est de 12,0 °C et le cumul annuel moyen de précipitations est de 915,9 mm. 
La température maximale relevée sur cette station est de 41,1 °C, atteinte le 24 juillet 2019 ; la température minimale est de −22 °C, atteinte le 16 janvier 1985,,.
Les paramètres climatiques de la commune ont été estimés pour le milieu du siècle (2041-2070) selon différents scénarios d'émission de gaz à effet de serre à partir des nouvelles projections climatiques de référence DRIAS-2020. Ils sont consultables sur un site dédié publié par Météo-France en novembre 2022.

## Urbanisme

### Typologie
Au 1er janvier 2024, Neuvy-Grandchamp est catégorisée commune rurale à habitat dispersé, selon la nouvelle grille communale de densité à sept niveaux définie par l'Insee en 2022.
Elle est située hors unité urbaine. Par ailleurs la commune fait partie de l'aire d'attraction de Gueugnon, dont elle est une commune de la couronne,. Cette aire, qui regroupe 12 communes, est catégorisée dans les aires de moins de 50 000 habitants,.

### Occupation des sols
L'occupation des sols de la commune, telle qu'elle ressort de la base de données européenne d’occupation biophysique des sols Corine Land Cover (CLC), est marquée par l'importance des territoires agricoles (83,3 % en 2018), une proportion identique à celle de 1990 (83,3 %). La répartition détaillée en 2018 est la suivante : prairies (54,5 %), zones agricoles hétérogènes (27 %), forêts (14,6 %), terres arables (1,8 %), zones urbanisées (1,1 %), eaux continentales (1,1 %). L'évolution de l’occupation des sols de la commune et de ses infrastructures peut être observée sur les différentes représentations cartographiques du territoire : la carte de Cassini (XVIIIe siècle), la carte d'état-major (1820-1866) et les cartes ou photos aériennes de l'IGN pour la période actuelle (1950 à aujourd'hui).

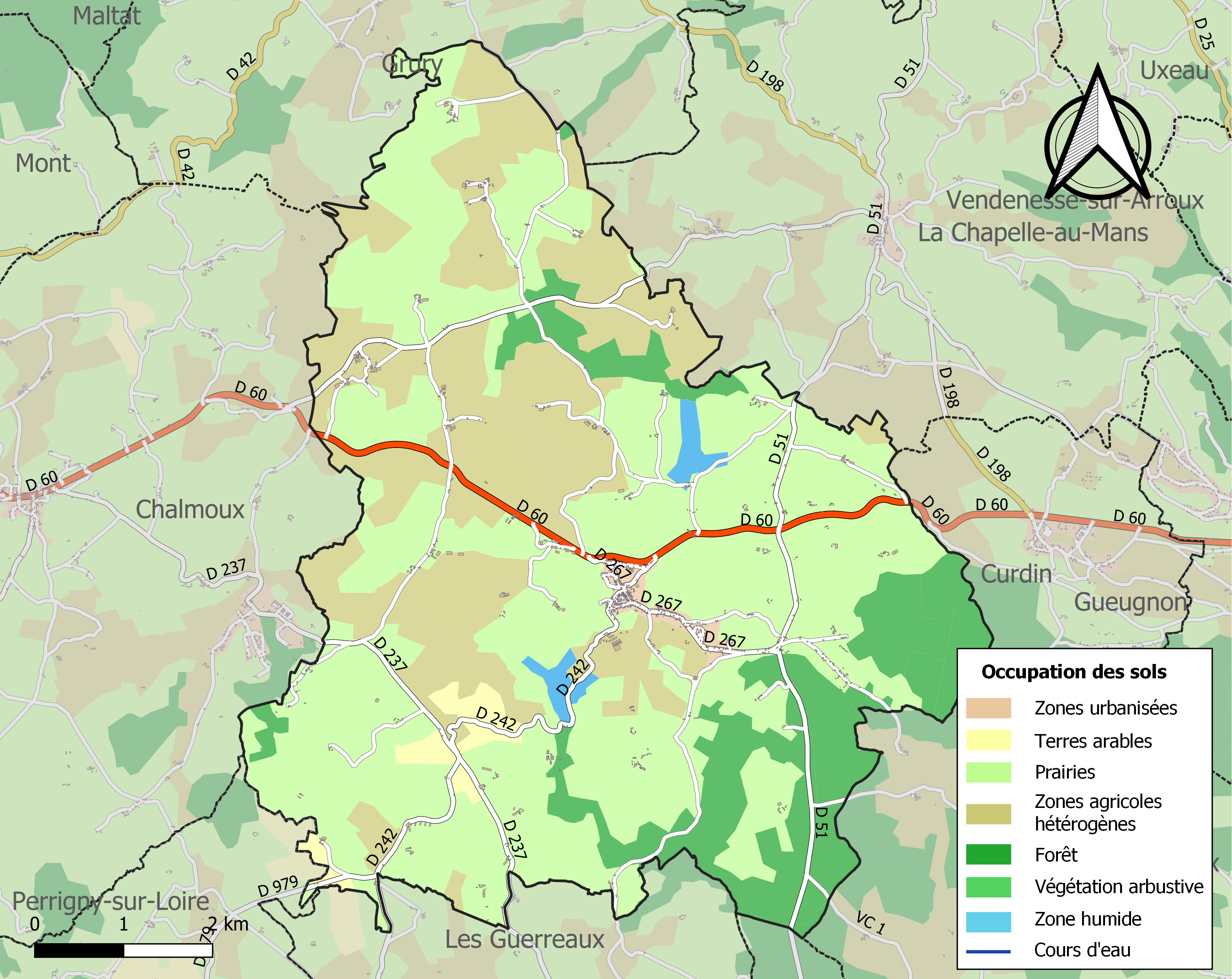
Carte des infrastructures et de l'occupation des sols de la commune en 2018 (CLC).

## Toponymie
De Novis Vicus au IXe siècle en passant par  Noviacus  au XIIIe siècle, Niviz ou Novovico au XIVe siècle, Neufvy au XVIIe siècle et enfin Neuvy au XVIIIe siècle ; la toponymie désigne donc une bourgade routière d'origine mérovingienne.

## Histoire
Le bourg installé le long d'un chemins des pays de l'Yonne à la Loire, fut donné en 877 par Charles le Chauve aux moines bénédictins de l'abbaye Saint-Martin d'Autun. La formation des fiefs et de la paroisse durant le haut Moyen Âge est assez obscure. Au XIVe siècle, le grand fief de Vesvre occupait la moitié septentrionale du terroir. Le reste, qui semble résulter du morcellement d'un autre grand domaine rural, était partagé en plusieurs terres d'où émergea durant les siècles suivants le fief de Beauchamp.
Nicolas Rolin posséda la seigneurie de Beauchamp mais y vécut sans doute peu. Ce fief avait la particularité de posséder une usine de fer (ainsi que la mine qui l'alimentait) à proximité de son château, aujourd'hui disparu. Vendues comme bien national en 1799, elles furent rachetées en 1802 par Michel Ramus (fondateur de la Fonderie royale de Montcenis) qui les modernisa et les développa, faisant de cet établissement l'un des plus compétitifs de la région,. Sa mort l'empêcha de créer une annexe à Saint-Agnan. Rachetée par le comte de Dormy, l'usine périclita rapidement et cessa définitivement ses activités en 1834. La mine quant à elle fut fermée pour son manque de rentabilité vers la fin du XIXe siècle mais rouvrit en 1942, pendant la Seconde Guerre mondiale, pour servir de refuge aux réfractaires du STO. L'exploitation fut définitivement arrêtée en 1948.
Depuis 1891, un décret du président de la République associe au nom de la commune le lieu-dit Grandchamp, du nom de cette exploitation houillère.
Durant la guerre civile espagnole, Neuvy-Grandchamp fut l'une des rares communes rurales à avoir accueilli des réfugiés, en particulier durant le phénomène de la Retirada. Cette particularité est due à la présence d'un exécutif municipal de gauche, alors dirigé par le maire SFIO, Pierre Boudot, conseiller d'arrondissement. Ce dernier fut donc volontaire pour héberger des réfugiés dont un contingent arriva le 11 février 1939. Celui-ci était formé de deux familles élargies. L'une, de 19 personnes, venait de l'Arbeca,  de la province de Lérida, en Catalogne. L'autre, de 23 personnes, venait de Huesca, au nord de Saragosse, en Aragon. Tous étaient cultivateurs.

## Politique et administration

### Liste des maires
| Période                                  | Période           | Identité              | Étiquette | Qualité                                                                    |
| ---------------------------------------- | ----------------- | --------------------- | --------- | -------------------------------------------------------------------------- |
| 1790                                     | 1791              | Antoine Duruisseau    |           | Curé                                                                       |
| 1792                                     | janvier 1794      | Pierre Turlier        |           |                                                                            |
| janvier 1794                             | juillet 1794      | Jean-Maris Golliard   |           |                                                                            |
| juillet 1794                             | octobre 1795      | François Dumont       |           |                                                                            |
| octobre 1795                             | novembre 1795     | Claude Arnault        |           |                                                                            |
| novembre 1795                            | mars 1796         | Margrite Marion       |           |                                                                            |
| mars 1796                                | septembre 1796    | Claude Jardin         |           |                                                                            |
| octobre 1796                             | septembre 1797    | Jean-François Roy     |           |                                                                            |
| septembre 1797                           | mars 1798         | Jean-Benoît Arnault   |           |                                                                            |
| mars 1798                                | mai 1800          | Laurent Brenot        |           |                                                                            |
| mai 1800                                 | décembre 1805     | Jean-François Roy     |           |                                                                            |
| janvier 1806                             | décembre 1815     | Michel Ramus          |           | Fondateurs de la Fonderie royale de Montcenis Premier Maire élu du Creusot |
| décembre 1815                            | novembre 1817     | Auguste de Dormy      |           | Vicomte                                                                    |
| novembre 1817                            | mars 1826         | Louis Ray             |           |                                                                            |
| mars 1826                                | avril 1826        | Auguste de Dormy      |           | Vicomte                                                                    |
| avril 1826                               | décembre 1829     | Louis Ray             |           |                                                                            |
| janvier 1830                             | octobre 1830      | Auguste de Dormy      |           | Vicomte                                                                    |
| octobre 1830                             | janvier 1842      | Jacques Lescene       |           |                                                                            |
| janvier 1842                             | 24 février 1848   | Louis Ray             |           |                                                                            |
| mars 1848                                | 9 avril 1850      | Emiland Mathieu       |           |                                                                            |
| 10 avril 1850                            | 9 décembre 1851   | Blaise Lachaize       |           |                                                                            |
| 9 décembre 1851                          | 19 janvier 1859   | Louis Ray             |           |                                                                            |
| 20 janvier 1859                          | 17 septembre 1870 | Alexandre de Dormy    |           | Comte                                                                      |
| 17 septembre 1870                        | 7 mai 1871        | Ernest Mathieu        |           |                                                                            |
| mai 1871                                 | février 1874      | Auguste Daviot        |           |                                                                            |
| mars 1874                                | juin 1876         | de Raffin             |           | Comte                                                                      |
| octobre 1876                             | septembre 1877    | Auguste Daviot        |           |                                                                            |
| septembre 1877                           | janvier 1878      | Lemercier             |           |                                                                            |
| janvier 1878                             | mai 1897          | Auguste Daviot        |           |                                                                            |
| mai 1897                                 | 7 décembre 1919   | Hugues Daviot         |           | Ingénieur                                                                  |
| 10 décembre 1919                         | 16 mai 1925       | François Emile Dufour |           |                                                                            |
| 17 mai 1925                              | 18 mai 1929       | Joseph Mathieu        |           |                                                                            |
| 19 mai 1929                              | 18 mai 1935       | Emile Dufour          |           |                                                                            |
| 19 mai 1935                              | 1er novembre 1947 | Pierre Boudot         | SFIO      | Juge de paix suppléant à Gueugnon Conseiller d'arrondissement              |
| 2 novembre 1947                          | 7 mai 1953        | André Boeufgras       |           |                                                                            |
| 8 mai 1953                               | 27 mars 1971      | Robert Frety          |           |                                                                            |
| 28 mars 1971                             | 18 mars 2001      | Lucien Journet        |           |                                                                            |
| 18/03/2001                               | mars 2014         | André Lacroix         |           | Agriculteur propriétaire exploitant                                        |
| mars 2014                                | En cours          | Claude Ledey          | DVD       | Agriculteur propriétaire exploitant                                        |
| Les données manquantes sont à compléter. |                   |                       |           |                                                                            |

## Démographie
L'évolution du nombre d'habitants est connue à travers les recensements de la population effectués dans la commune depuis 1793. Pour les communes de moins de 10 000 habitants, une enquête de recensement portant sur toute la population est réalisée tous les cinq ans, les populations de référence des années intermédiaires étant quant à elles estimées par interpolation ou extrapolation. Pour la commune, le premier recensement exhaustif entrant dans le cadre du nouveau dispositif a été réalisé en 2005.

En 2022, la commune comptait 752 habitants, en évolution de −1,7 % par rapport à 2016 (Saône-et-Loire : −1,06 %, France hors Mayotte : +2,11 %).
| 1793  | 1800  | 1806  | 1821  | 1831  | 1836  | 1841  | 1846  | 1851  |
| ----- | ----- | ----- | ----- | ----- | ----- | ----- | ----- | ----- |
| 1 045 | 1 082 | 1 115 | 1 158 | 1 238 | 1 177 | 1 204 | 1 217 | 1 266 |

| 1856  | 1861  | 1866  | 1872  | 1876  | 1881  | 1886  | 1891  | 1896  |
| ----- | ----- | ----- | ----- | ----- | ----- | ----- | ----- | ----- |
| 1 317 | 1 311 | 1 258 | 1 226 | 1 356 | 1 474 | 1 505 | 1 482 | 1 460 |

| 1901  | 1906  | 1911  | 1921  | 1926  | 1931  | 1936  | 1946  | 1954  |
| ----- | ----- | ----- | ----- | ----- | ----- | ----- | ----- | ----- |
| 1 392 | 1 452 | 1 383 | 1 252 | 1 111 | 1 078 | 1 022 | 1 024 | 1 011 |

| 1962  | 1968  | 1975  | 1982  | 1990  | 1999 | 2005 | 2006 | 2010 |
| ----- | ----- | ----- | ----- | ----- | ---- | ---- | ---- | ---- |
| 1 025 | 1 016 | 1 028 | 1 009 | 1 008 | 842  | 823  | 815  | 788  |

| 2015 | 2020 | 2022 | - | - | - | - | - | - |
| ---- | ---- | ---- | - | - | - | - | - | - |
| 767  | 750  | 752  | - | - | - | - | - | - |

## Économie

### Revenus de la population et fiscalité
En 2012, le revenu fiscal médian par ménage est de 17 652 euros annuels, soit un niveau moins élevé (-12,08 %) que le revenu médian nationale, estimé à 19 785 euros. La commune compte 51,6 % de foyers fiscaux non imposables et collecte un montant d'impôts locaux total de 288 000 euros. Cela correspond à une somme moyenne de 670 euros par foyer fiscal, soit un résultat moins élevé qu'à l'échelle du département de Saône-et-Loire (749 euros). En 2021, le revenu fiscal médian par ménage est de 21 560 euros annuels, soit -7,42% par rapport au revenu médian nationale, estimé en 2021 à 23 160 euros. La commune compte 45% de foyer fiscaux imposables en 2021.
Notons qu'entre 2012 et 2021 que le revenu fiscal médian de la commune à progresser de 25%.
Concernant l'impôt sur le revenu, la population est taxée (en 2012) à hauteur de 576 euros en moyenne et par foyer. À l'échelle de la Saône-et-Loire, cet impôt est de 1 040 euros en moyenne, un résultat plus élevé.

### Secteur agricole
Sur les 4 964 ha de la commune, 3 806 ha sont consacrés aux prés et aux terres cultivées. Cela représente 77 % de la surface totale. Sur 31 exploitations, se sont répartis : 48 exploitants, 4 ouvriers et 4 apprentis.

## Culte
Neuvy-Grandchamp relève de la paroisse Sainte-Thérèse de l’Enfant Jésus, qui a son siège à Gueugnon et qui regroupe dix villages.

## Culture locale et patrimoine

### Lieux et monuments
- L'église Saint-Germain, placée sous le vocable de saint Germain (de l'ancienne église datant des XIVe-XVe siècles, il subsiste le chœur et la travée sous clocher, tandis que la nef a été reconstruite et agrandie entre 1870 et 1876 et que les travaux intérieurs ont été achevés en 1885)[33]. Y est notamment visible un intéressant « vitrail patriotique », dédié à saint Pierre mais sur lequel apparaît, en médaillon, l'un des enfants de Neuvy-Grandchamp morts pour la France : Pierre Bernigaud[34].
- Le Musée charolais du machinisme agricole, musée inauguré le 3 juillet 1993 à partir des matériels (tracteurs, moteurs fixes, machines à vapeur, autos, motos...) rassemblés et restaurés par les membres de l'association « Le Chaudron » (fondée en 1983)[35] : 500 pièces anciennes en parfait état de marche exposées sur 15 000 m², soit l'une des plus importantes collections françaises de machines agricoles.
- Le château de Lavault, construit au XVIIIe siècle, inscrit à l'inventaire des Monuments historiques par arrêté du 11 juillet 1973 (pour les façades et les toitures du château et du bâtiment des communs ainsi que les deux portails)[36].

### Personnalités liées à la commune
Parmi les personnalités attachées à l'histoire de Neuvy-Grandchamp figurent :
- Nicolas Rolin, homme politique du XVe siècle, chancelier de Philippe le Bon, duc de Bourgogne ;
- Michel Ramus, industriel, homme d'affaires et politicien mort à Neuvy-Grandchamp le 3 novembre 1827[37] ;
- Henriette Dussourd (1921-1988), historienne, qui y est enterrée ;
- Claudine Dupuis, en religion sœur Providence, religieuse de la congrégation du Saint-Enfant-Jésus (Chauffailles) affectée au dispensaire de Neuvy-Grandchamp de 1854 à sa mort le 14 février 1908, à qui fut décerné en 1904 le prix Montyon de l'Académie française[38].

### Jumelages
- Tin Abaw (Mali)[39].

## Pour approfondir
: document utilisé comme source pour la rédaction de cet article.